# Lasse Pirjetä
Lasse Pirjetä (* 4. April 1974 in Haukipudas) ist ein ehemaliger finnischer Eishockeyspieler, der in seiner aktiven Zeit von 1989 bis 2009 unter anderem für die Columbus Blue Jackets und Pittsburgh Penguins in der National Hockey League gespielt hat.      

## Karriere
Lasse Pirjetä begann seine Karriere als Eishockeyspieler bei Kärpät Oulu, für dessen Profimannschaft er zu Beginn der Saison 1991/92 sein Debüt in der damals noch zweitklassigen I divisioona gab. Die gesamte restliche Spielzeit verbrachte er allerdings bei den Tacoma Rockets in der kanadischen Juniorenliga Western Hockey League. Anschließend kehrte der Center nach Oulu zurück, wo er für Kärpät ein weiteres Jahr in der zweiten finnischen Spielklasse zum Einsatz kam, ehe er zu TPS Turku in die SM-liiga wechselte. Mit TPS wurde er 1994 und 1996 jeweils Vizemeister und konnte in der Saison 1994/95 die finnische Meisterschaft gewinnen. 
Die Saison 1996/97 verbrachte Pirjetä bei Västra Frölunda in der schwedischen Elitserien. Für Frölunda erzielte er in 53 Partien insgesamt 23 Scorerpunkte. Nach nur einem Jahr verließ er den Club wieder und stand während der folgenden fünf Jahre bei Tappara Tampere, HIFK Helsinki und Kärpät Oulu in der SM-liiga unter Vertrag stand. 2002 wurde Pirjetä beim NHL Entry Draft in der fünften Runde als insgesamt 133. Spieler von den Columbus Blue Jackets ausgewählt. Bei diesen konnte er sich einen Stammplatz in der National Hockey League erkämpfen, ehe er am 9. März 2004 im Tausch gegen Brian Holzinger an die Pittsburgh Penguins abgegeben wurde. Dort stand er fast zwei Jahre lang unter Vertrag, wobei die Saison 2004/05 aufgrund eines Lockouts ausfiel und er diese bei seinem Ex-Club HIFK Helsinki in seiner finnischen Heimat verbrachte.
Nachdem er die Saison 2005/06 bei den Pittsburgh Penguins begonnen hatte, wechselte der ehemalige finnische Nationalspieler am 20. Januar 2006 zu den Kloten Flyers in die Schweizer Nationalliga A. Mit den Flyers erreichte er das Playoff-Halbfinale, in dem die Flyers dem HC Lugano mit 1:4  unterlagen. Im Sommer 2006 verließ Pirjetä den Verein wieder und schloss sich den Malmö Redhawks aus der Elitserien an, mit denen er am Ende der Spielzeit 2006/07 in die HockeyAllsvenskan, die zweite schwedische Spielklasse, abstieg. In der Saison 2007/08 kam er verletzungsbedingt nur noch auf insgesamt 14 Einsätze. Nach Saisonende kehrte er nach Finnland zurück und erhielt einen Vertrag bei den Pelicans Lahti, bei denen er im Anschluss an die Saison 2008/09 seine Karriere im Alter von 35 Jahren beendete.    

### International
Für Finnland nahm Pirjetä im Juniorenbereich einzig an der Junioren-Europameisterschaft 1992 teil. Im Seniorenbereich stand er im Aufgebot seines Landes bei den Weltmeisterschaften 2002, 2003 und 2004, sowie in den Jahren 2004 und 2005 bei der Euro Hockey Tour. Insgesamt erzielte er bei Länderspielen für Finnland, die im Rahmen von offiziellen Turnieren stattfanden in 24 Spielen vier Tore und gab eine Vorlage.

## Erfolge und Auszeichnungen
- 1993 Europapokal-Gewinn mit TPS Turku
- 1994 Finnischer Vizemeister mit TPS Turku
- 1995 Finnischer Meister mit TPS Turku
- 1996 Finnischer Vizemeister mit TPS Turku

## Karrierestatistik
(Legende zur Spielerstatistik: Sp oder GP = absolvierte Spiele; T oder G = erzielte Tore; V oder A = erzielte Assists; Pkt oder Pts = erzielte Scorerpunkte; SM oder PIM = erhaltene Strafminuten; +/− = Plus/Minus-Bilanz; PP = erzielte Überzahltore; SH = erzielte Unterzahltore; GW = erzielte Siegtore; 1 Play-downs/Relegation; Kursiv: Statistik nicht vollständig)